# 테오도시우스 오벨리스크

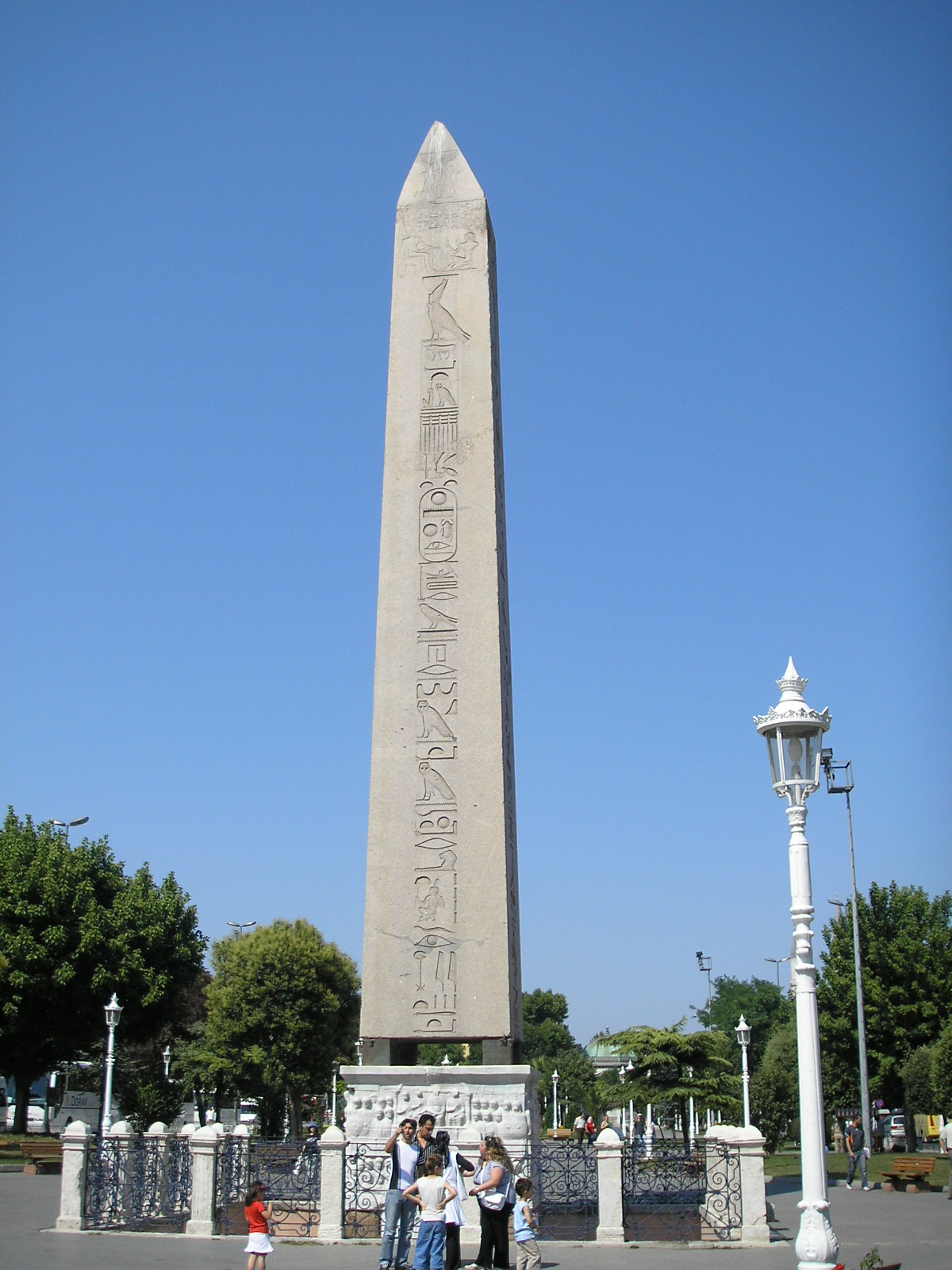
테오도시우스 오벨리스크

테오도시우스 오벨리스크(튀르키예어: Dikilitaş)는 터키 이스탄불 술탄아흐메트 광장에 위치한 오벨리스크이다.

## 역사
390년 테오도시우스 1세는 이집트에서 오벨리스크를 들여와 콘스탄티노폴리스 경마장의 트랙 안쪽에 세우게 하였다. 붉은 화강암을 조각한 것으로, 원래는 기원전 1490년 투트모세 3세 시대에 룩소르의 카르낙 신전에 세워진 것이다. 테오도시우스 1세는 이 오벨리스크를 3개로 분할하여 콘스탄티노폴리스까지 운반했다. 현존하는 것은 상단 부분이며, 대리석 받침대는 테오도시우스 1세가 만들게 한 것이다. 이 오벨리스크는 3,500년 이전에 만들어졌지만 매우 좋은 상태로 유지되고 있다.

## 같이 보기
- 콘스탄틴 오벨리스크